# Pomeys
Pomeys est une commune française, située dans le département du Rhône en région Auvergne-Rhône-Alpes.

## Géographie

### Localisation
La commune est située à 2 kilomètres au nord-ouest de Saint-Symphorien-sur-Coise la plus grande ville aux alentours et à environ 50 kilomètres du centre de Lyon.

### Géologie et relief
La commune est classée en zone de sismicité 2, correspondant à une sismicité faible.

### Climat
Pour des articles plus généraux, voir Climat d'Auvergne-Rhône-Alpes et Climat du Rhône.
En 2010, le climat de la commune est de type climat des marges montargnardes, selon une étude du Centre national de la recherche scientifique s'appuyant sur une série de données couvrant la période 1971-2000. En 2020, Météo-France publie une typologie des climats de la France métropolitaine dans laquelle la commune est exposée à un climat de montagne ou de marges de montagne et est dans la région climatique  Nord-est du Massif Central, caractérisée par une pluviométrie annuelle de 800 à 1 200 mm, bien répartie dans l’année. 
Pour la période 1971-2000, la température annuelle moyenne est de 9,8 °C, avec une amplitude thermique annuelle de 16,3 °C. Le cumul annuel moyen de précipitations est de 849 mm, avec 9,7 jours de précipitations en janvier et 7,1 jours en juillet. Pour la période 1991-2020, la température moyenne annuelle observée sur la station météorologique de Météo-France la plus proche, « Saint-Symphorien-C », sur la commune de Saint-Symphorien-sur-Coise à 2 km à vol d'oiseau, est de 10,5 °C et le cumul annuel moyen de précipitations est de 861,2 mm,. Pour l'avenir, les paramètres climatiques de la commune estimés pour 2050 selon différents scénarios d'émission de gaz à effet de serre sont consultables sur un site dédié publié par Météo-France en novembre 2022.

## Urbanisme

### Typologie
Au 1er janvier 2024, Pomeys est catégorisée commune rurale à habitat dispersé, selon la nouvelle grille communale de densité à sept niveaux définie par l'Insee en 2022.
Elle est située hors unité urbaine. Par ailleurs la commune fait partie de l'aire d'attraction de Lyon, dont elle est une commune de la couronne,. Cette aire, qui regroupe 397 communes, est catégorisée dans les aires de 700 000 habitants ou plus (hors Paris),.

### Occupation des sols
L'occupation des sols de la commune, telle qu'elle ressort de la base de données européenne d’occupation biophysique des sols Corine Land Cover (CLC), est marquée par l'importance des territoires agricoles (81,5 % en 2018), en diminution par rapport à 1990 (82,6 %). La répartition détaillée en 2018 est la suivante : 
prairies (46,2 %), zones agricoles hétérogènes (35,3 %), forêts (13,2 %), zones urbanisées (3,2 %), espaces verts artificialisés, non agricoles (1,8 %), zones industrielles ou commerciales et réseaux de communication (0,3 %). L'évolution de l’occupation des sols de la commune et de ses infrastructures peut être observée sur les différentes représentations cartographiques du territoire : la carte de Cassini (XVIIIe siècle), la carte d'état-major (1820-1866) et les cartes ou photos aériennes de l'IGN pour la période actuelle (1950 à aujourd'hui).

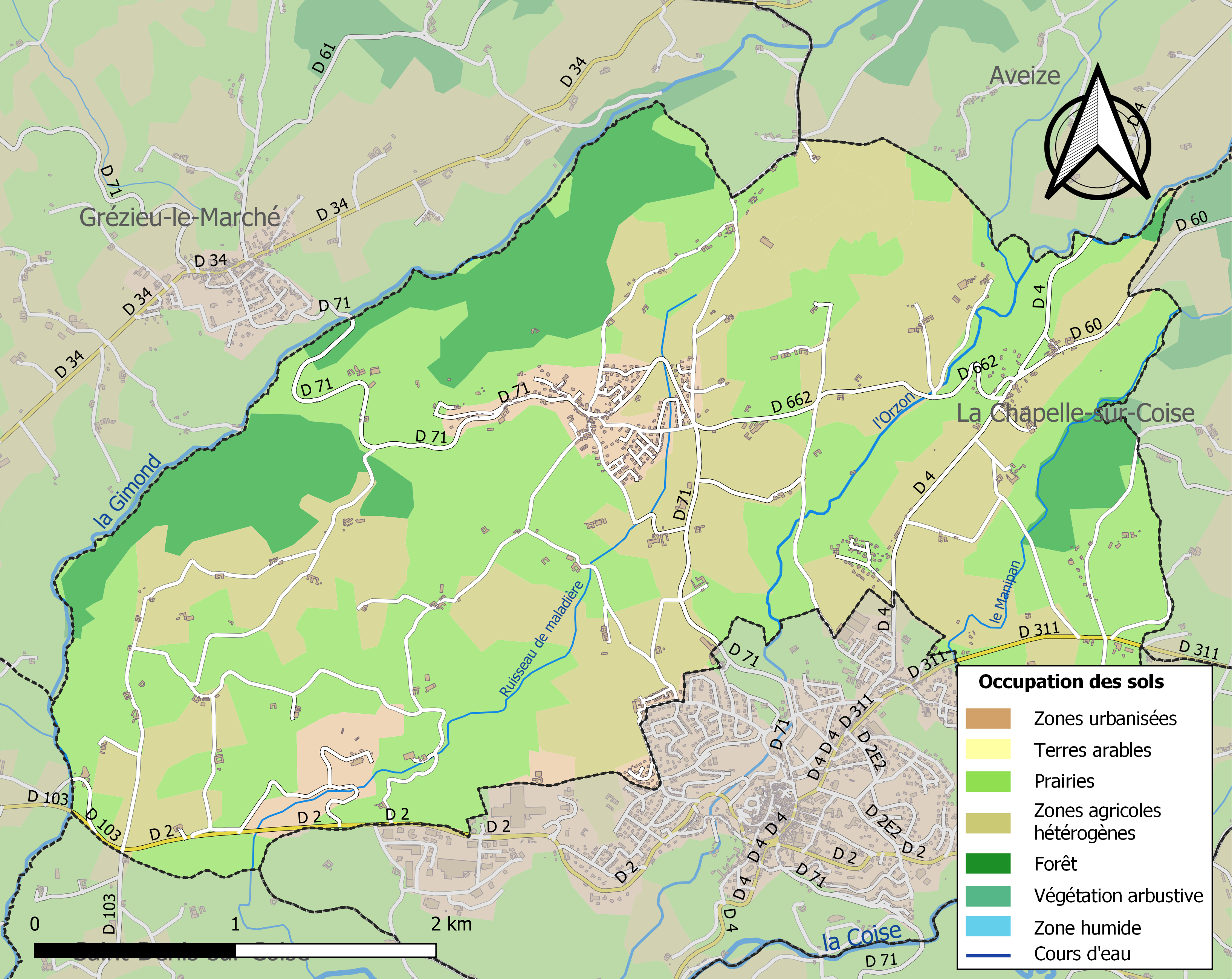
Carte des infrastructures et de l'occupation des sols de la commune en 2018 (CLC).

### Logement
En 2013, le nombre total de logements dans la commune était de 452.
Parmi ces logements, 90,7 % étaient des résidences principales, 4,8 % des résidences secondaires et 4,5 % des logements vacants.
La part des ménages propriétaires de leur résidence principale s’élevait à 87,6 %.

## Toponymie
Pomeys tire son nom du latin pomaria qui signifie « vergers ».

## Histoire
La légende fait remonter les origines de la paroisse de Saint Martin de Pomeys (ancien nom du village) au passage en ces lieux du grand apôtre des campagnes françaises  saint Martin.
En outre, au retour de sa patrie hongroise, l’évêque de Tours se serait arrêté à la fontaine intarissable, désignée sous le nom de « fond Saint Martin ». Il aurait laissé là, gravé sur la pierre la marque de son bâton. On trouve encore, dit-on, les traces des sabots de son mulet. Cette fontaine se trouve sur le « raitchemin de Saint Martin » conduisant au bois de Pomeys.

## Politique et administration
| Période                                  | Période  | Identité            | Étiquette | Qualité |
| ---------------------------------------- | -------- | ------------------- | --------- | ------- |
| 1977                                     | 1995     | Antoine Grégoire    |           |         |
| 1995                                     | 2014     | Jean Claude Bonnard |           |         |
| 2014                                     | en cours | Jean-Marc Goutagny  |           |         |
| Les données manquantes sont à compléter. |          |                     |           |         |

## Démographie
L'évolution du nombre d'habitants est connue à travers les recensements de la population effectués dans la commune depuis 1793. Pour les communes de moins de 10 000 habitants, une enquête de recensement portant sur toute la population est réalisée tous les cinq ans, les populations de référence des années intermédiaires étant quant à elles estimées par interpolation ou extrapolation. Pour la commune, le premier recensement exhaustif entrant dans le cadre du nouveau dispositif a été réalisé en 2006.

En 2022, la commune comptait 1 133 habitants, en évolution de −1,05 % par rapport à 2016 (Rhône : +3,93 %, France hors Mayotte : +2,11 %).
| 1793 | 1800 | 1806 | 1821 | 1831 | 1836 | 1841 | 1846 | 1851 |
| ---- | ---- | ---- | ---- | ---- | ---- | ---- | ---- | ---- |
| 625  | 487  | 594  | 744  | 820  | 712  | 802  | 768  | 746  |

| 1856 | 1861 | 1866 | 1872 | 1876 | 1881 | 1886 | 1891 | 1896 |
| ---- | ---- | ---- | ---- | ---- | ---- | ---- | ---- | ---- |
| 744  | 800  | 808  | 780  | 848  | 878  | 891  | 848  | 781  |

| 1901 | 1906 | 1911 | 1921 | 1926 | 1931 | 1936 | 1946 | 1954 |
| ---- | ---- | ---- | ---- | ---- | ---- | ---- | ---- | ---- |
| 804  | 809  | 815  | 814  | 791  | 816  | 811  | 789  | 774  |

| 1962 | 1968 | 1975 | 1982 | 1990 | 1999 | 2006 | 2011  | 2016  |
| ---- | ---- | ---- | ---- | ---- | ---- | ---- | ----- | ----- |
| 765  | 716  | 660  | 738  | 842  | 824  | 939  | 1 033 | 1 145 |

| 2021  | 2022  | - | - | - | - | - | - | - |
| ----- | ----- | - | - | - | - | - | - | - |
| 1 132 | 1 133 | - | - | - | - | - | - | - |

## Économie

### Revenus de la population et fiscalité
Le nombre de ménages fiscaux en 2013 était de 415 représentant 1 159 personnes et la  médiane du revenu disponible par unité de consommation  de 21 903 €.

### Emploi
En 2014, le nombre total d’emploi dans la zone était de 150, occupant 543 actifs résidants (salariés et non-salariés) .
Le taux d’activité de la population âgée de 15 à 64 ans s'élevait à  80,2% contre un taux de chômage de 5,8%.

### Entreprises et commerces
En 2015, le nombre d’établissements actifs était de cent-trois dont dix-neuf dans l’agriculture-sylviculture-pêche, deux dans l'industrie, dix dans la construction, soixante dans le commerce-transports-services divers et douze  étaient relatifs au secteur administratif.
Cette même année, sept entreprises ont été créées  dont six par des Auto-entrepreneurs.

## Culture locale et patrimoine

### Lieux et monuments

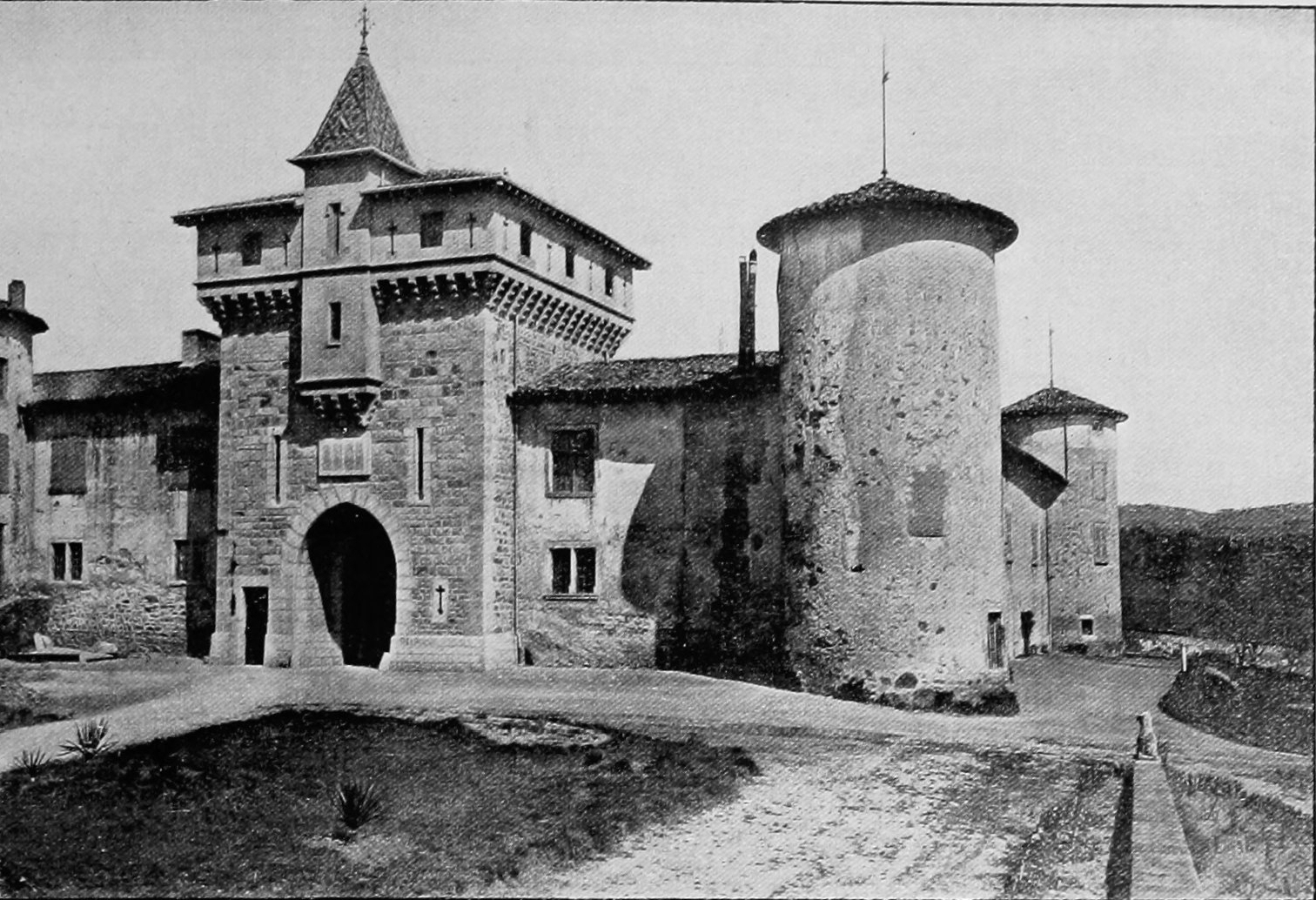
Le château de Saconay.

- Le château de Pluvy : il fut fortifié au XVIe siècle sous la directive de la famille Le Cours, succédant ainsi à une maison bourgeoise. Dès 1896, une restauration complète fut entamée par la famille De Noblet.

Aujourd’hui propriété de la commune de Saint-Symphorien-sur-Coise, ce château abrite la Communauté de communes des Monts du Lyonnais.
- Le château de Saconay (XIVe siècle)  est la propriété du baron de Brosse. De l’époque médiévale, il subsiste de nombreux vestiges ; le château est aujourd’hui encore bien conservé et est ouvert pour des visites guidées en période estivale. Le bâtiment actuel est flanqué de quatre tours rondes, orientées suivant les points cardinaux.
- La Neylière, maison d'accueil mariste, où se trouve notamment un musée d'Océanie[18].
- Lac des Hurongues.
- L'église Saint-Martin date de 1855 et a remplacé, sur le même emplacement, l’ancienne église à une seule nef. L’église fut bénie le 16 octobre 1860 et restaurée à l’occasion de son centenaire.

### Espaces verts et fleurissement
En 2014, la commune obtient le niveau « une fleur » au concours des villes et villages fleuris.

### Personnalités liées à la commune
- Antoine Pinay (1891 - 1994), homme politique français.
- Benoît Besson (1876 - 1969), général 5 étoiles

## Héraldique
| Blason de Pomeys | Blason  | D'or au pommier de sinople fruité de gueules, le fût enroulé d'un serpent de gueules, accosté de deux étoiles d'azur et soutenu d'un croissant du même. |
| Blason de Pomeys | Détails | Le statut officiel du blason reste à déterminer. |